# Argument d'antériorité (géopolitique)
L'argument d'antériorité est un argument utilisé par un État ou par un peuple pour justifier de sa domination effective ou souhaitée sur un territoire. L'argumentaire se fonde sur l'antériorité, réelle, idéalisée ou fausse, de l'occupation du territoire par l’État ou le peuple en question. Le concept est utilisé en géopolitique.

## Concept
Les conflits territoriaux opposent des peuples ou des États au sujet de la domination d'un territoire que deux acteurs, au moins, souhaitent occuper. Ces conflits territoriaux sont souvent justifiés par chaque partie par un argument d'antériorité, c'est-à-dire par l'affirmation d'une antériorité de l'occupation du territoire. Cette antériorité lui donnerait une légitimité à prendre à nouveau le contrôle du territoire en question.
Bernard Calas écrit ainsi : « Du fait du caractère relativement récent des redistributions démographiques, la question du premier occupant se pose avec récurrence. L’antériorité de l’occupation constitue un argument essentiel dans les affrontements. Aussi, la référence à l’allochtonie et l’autochtonie est-elle récurrente dans les conflits ». Barbara Loyer note que, au nom de « "droits" souvent qualifiés d'"historiques", les premiers habitants auraient une plus grande légitimité à gouverner le territoire que les autres. C'est un argument d'antériorité ». Elle remarque que l'argument est d'autant plus hasardeux à utiliser que le territoire est anciennement et densément peuplé, car il a alors connu des mélanges de population qui rendent vaine toute revendication d'antériorité.
S'il est souvent utilisé pour légitimer une prise du contrôle d'un territoire, il est aussi utilisé, par corollaire, pour légitimer une prise de contrôle des ressources naturelles d'un territoire, sans qu'un contrôle effectif de la population soit nécessaire.

## Exemples
L'argument d'antériorité est au cœur de la confrontation entre les Roumains et la minorité hongroise qui peuple la région de Transylvanie. Les minorités hongroises avancent que le territoire de la Roumanie n'était pas encore peuplée par les Roumains lorsque les ancêtres des hongrois sont venus du Dniestr ;  l'historiographie roumaine, elle, défend l'idée d'une continuité du peuplement roumain en s'appuyant sur l'idée selon laquelle des colons romains s'étaient installés dans la région, faisant de la Roumanie un pays latin.
Le conflit israélo-palestinien a vu l'opposition entre des arguments d'antériorité, se superposant à des arguments d'ordre démographique ou religieux. L'argument est mobilisé par la Russie en 2002, lors des négociations entre l'Union européenne et ce pays au sujet des modes de transit entre l'oblast de Kaliningrad et le reste de la Russie.
L'argument est mobilisé à la fois dans les conflits territoriaux et dans les conflits maritimes. La convention des Nations unies sur le droit de la mer, signée à Montego Bay en 1982, n'a en effet pas permis l'abandon des arguments d'antériorité dans le cadre des conflits liés aux ressources maritimes. La Cour internationale de justice doit ainsi traiter de contentieux territoriaux faisant appel à l'antériorité. L'argument est par exemple utilisé par le Japon dans le cadre du contentieux relatif aux îles Kouriles,.